# B57
B57 — amerykańska taktyczna bomba atomowa skonstruowana jako wielozadaniowy lekki ładunek nuklearny służący do niszczenia celów lądowych oraz zwalczania zanurzonych okrętów podwodnych.

## Historia
Na początku lat 60. XX wieku amerykańskie siły zbrojne postanowiły wprowadzić do uzbrojenia nowy typ bomby atomowej. Miała to być lekka bomba przenoszona przez lotnictwo taktyczne, a także przystosowana do zastosowania w charakterze atomowej bomby głębinowej.
Produkcję nowej bomby oznaczonej początkowo jako Mk 57 rozpoczęto w 1964 roku i do 1967, kiedy zakończono produkcję wyprodukowano ok. 3100 bomb tego typu. W 1968 roku oznaczenie bomby zmieniono na B57.
Produkowane było kilka wersji bomby B57 różniących się mocą ładunku: Mod 0 (5 kT), Mod 1 (10 kT), Mod 2 (10 kT), Mod 3 (15 kT), Mod 4 (15 kT), Mod 5 (20 kT). Część bomb o mocy 10 kT wyposażono w dwa specjalizowane stateczniki stabilizujące bombę pod wodą. Bomby z takimi statecznikami były używane przez US Navy jako bomby głębinowe.
Nosicielami bomb przystosowane były wszystkie typy samolotów lotnictwa taktycznego Siły Powietrzne Stanów Zjednoczonych i US Navy. W charakterze bomby głębinowej mogła być przenoszona przez samoloty Lockheed S-3 Viking, Lockheed P-3 Orion, Nimrod oraz śmigłowce SH-3 Sea King i Lynx.
W 1993 roku w służbie pozostało 425 sztuk bomb B57. Ponieważ w lotnictwie taktycznym zostały zastąpione przez bomby B61, wszystkie były przystosowane do użycia w charakterze bomb głębinowych.